# Osnovna šola Oskarja Kovačiča Ljubljana
Osnovna šola Oskarja Kovačiča je vzgojno – izobraževalna ustanova v Mestni občini Ljubljana. Ustanovljena je bila 8. maja 1958, njen ustanovitelj je Mestna občina Ljubljana. Poimenovana je po narodnem heroju NOB. Trenutno ravnateljico nadomešča Mika Čemažar Tratar.

## Šolske stavbe
Osnovno šolo sestavljajo naslednje šolske stavbe na naslovih:
- Ob dolenjski železnici 48, 1000 Ljubljana

- Dolenjska cesta 20, 1000 Ljubljana

- Galjevica 52, 1000 Ljubljana

- Podružnična šola Rudnik:  Rudnik I/6,  1000 Ljubljana

## Vodstvo skozi čas
Ravnatelji in pomočniki ravnatelja:

1958 - 1975  Jože MIHEVC - ravnatelj

1965 - 1968  Martin ROZMAN - pomočnik ravnatelja

1968 - 1972  Alojz BERTONCELJ - pomočnik ravnatelja

1972 - 1975  Ludvik PLETERŠEK - pomočnik ravnatelja

1975 - 1991  Ludvik PLETERŠEK - ravnatelj

1977 - 1990  Elizabeta ŽGAJNAR - pomočnica ravnatelja na RS

1982 - 1991  Svasta PAVLOVIČ - pomočnica ravnatelja na PS

1990 - 1991  Klavdija BIRSA MARN - pomočnica ravnatelja

1991 - 2009  Klavdija BIRSA MARN - ravnateljica

1992 - 1999  Marija MAJDIČ - pomočnica ravnateljice na PS

1999 - 2000  Mojca KRALJIČ - pomočnica ravnateljice na PS

2000 ->            Mojca KRALJIČ - pomočnica ravnateljice na RS

1991 - 1992  Jože KOŠAK - pomočnik ravnateljice na RS

1993 - 2000  Sonja GROŠELJ - pomočnica ravnateljice na RS

2000 - 2003  Sonja GROŠELJ - pomočnica ravnateljice na PS

2003 ->            Alenka KLADNIK - pomočnica ravnateljice na PS

2009 ->            Olga KOLAR - ravnateljica

## O zgodovini
8. maja 1958 je bila ustanoviljena osnovna  šola Oskar Kovačič, poimenovana po narodnem heroju NOB.  Šola je imela ob ustanovitvi 20 oddelkov s 645 učenci, prostore pa v prostorih salezijanskega samostana na Dolenjski cesti 20. Zaposlenih je bilo 24 učiteljev, ravnatelj in 6 tehnično-administrativnih delavcev. Ravnatelj šole je postal gospod Jože Mihevc.

13. septembra 1963 je potekala otvoritev nove šole. Šolo je otvoril predsednik občinske skupščine, inženir Slavko Jakofčič.  Šola je postala matična šola, s podružnicami Barje, Lavrica in Rudnik.

1968/1969 se je pojavil problem prostorske stiske. Zaposlenih je bilo 40 učiteljev, uprava šole in tehnično osebje. Vpisanih pa je bilo 858 učencev v 33 oddelkih. Naslednje šolsko leto so z zazidavo arkad pridobili 4 učilnice, kuhinjo, skladišče in 2 kabineta.

1970/1971 je ravnatelj Jože Mihevc dobil diplomo in denarno nagrado za uspešno vodenje vzgojno-izobraževalnega dela.

1972/1973 so ob šoli uredili košarkarsko in rokometno igrišče.

1975/1976 se oblikuje kabinetni pouk. Novi ravnatelj postane gospod Ludvik Pleteršek.

Septembra 1982 steče pouk v novi šoli, na Galjevici.

Aprila 1984 je potekala otvoritev nove telovadnice na Dolenjski cesti 20. To leto se je pričelo z izvajanjem novih učno-vzgojnih programov od 1. do 4. razreda in s pričetkom izvajanja glasbene in likovne vzgoje od 1. do 8. razreda.

1988/1989 je bila prostorska stiska v šolskem poslopju na Dolenjski cesti vedno večja. Kazati so se začele tudi posledice slabe gradnje šole na Dolenjski cesti.

1991/1992 postane šola poskusna šola za zgodnje učenje angleškega jezika. Razpiše se natečaj za znak šole, kjer zmaga takratni sedmošolec Marko Šercer. V skladu s spremenjeno zakonodajo je imenovan nov Svet šole in nova ravnateljica postane gospa Klavdija Birsa Marn.

1992/1993 se nadaljuje projekt zgodnjega učenja angleščine in uvede se fakultativni pouk nemščine. Šolsko leto se razdeli na tri ocenjevalna obdobja. V 5. razred osnovne šole se uvede projekt Petra.

1994/1995 se začnejo aktivnosti za gradnjo prizidka k šoli na Galjevici, da bi se izognili dvoizmenskemu pouku. To leto obnovijo tudi podružnično šolo na Rudniku. Uvede se fleksibilno diferenciacijo pri pouku matematike v 7. razredu.

1995/1996 praznuje podružnična šola na Lavrici 70-letnico.

1997/1998 praznuje podružnična šola na Rudniku svojo 60-letnico. Proslavo ob 40-letnici priredijo tudi na osnovni šoli Oskarja Kovačiča.

## Šolski okoliš
Šola je ustanovljena za upravljanje osnovnošolskega izobraževanja za šolski okoliš, kamor spadajo naslednje ulice:
Andričeva ulica, Babičeva ulica, Badjurova ulica, Baznikova ulica, Čapova ulica, Dolenjska cesta, Galjevica, Golouhova ulica, Ižanska cesta, Ilovški štradon, Jalnova ulica, Jesihov štradon, Jurčkova cesta, Lahova pot, Melikova ulica, Mihov štradon, Mrzelova ulica, Ob dolenjski železnici, Orlova ulica, Peruzzijeva ulica, Pot k ribniku, Potokarjeva ulica, Pregljeva ulica, Pri mostiščarjih, Rakovniška ulica, Skrbinškova ulica, Soussenska ulica, Šercerjeva ulica, Ulica Bena Zupančiča, Ulica borcev za severno mejo, Ulica Franca Nebca, Ulica Gubčeve brigade, Ulica Marije Drakslerjeve, Ulica Marka Šlajmerja, Ulica Tomšičeve brigade, Ulica Tončke Čečeve, Uršičev štradon, Vandotova ulica, Voduškova ulica.
Šolski okoliš  podružnične šole Rudnik obsega naslednje ulice:
Bobrova ulica, Dolenjska cesta, Dolinškova ulica, Gornji Rudnik I, Gornji Rudnik II, Gornji Rudnik III, Gornji Rudnik IV, Groznikova ulica, Hauptmanca, Hudourniška pot, Joškov štradon, Jurčkova cesta, Knezov štradon, Krošljeva ulica, Lahova pot, Mihov štradon, Na požaru, Ob dolenjski železnici, Peruzzijeva ulica, Pot na Orle, Pot na Grič, Pot na Mah, Rudnik I, Rudnik II, Rudnik III, Spodnji Rudnik I, Spodnji Rudnik II, Spodnji Rudnik III, Spodnji Rudnik IV, Spodnji Rudnik V, Šinkov štradon, Ulica bratov Martinec, Ulica Milke Kerinove, Ulica Zore Majcnove, Uršičev štradon, Vinterca, Volarjev štradon.